# Tipula sequoiarum
Tipula sequoiarum är en tvåvingeart som beskrevs av Alexander 1945. Tipula sequoiarum ingår i släktet Tipula och familjen storharkrankar. Inga underarter finns listade i Catalogue of Life.